# Illa Plana (Cap de la Caça)

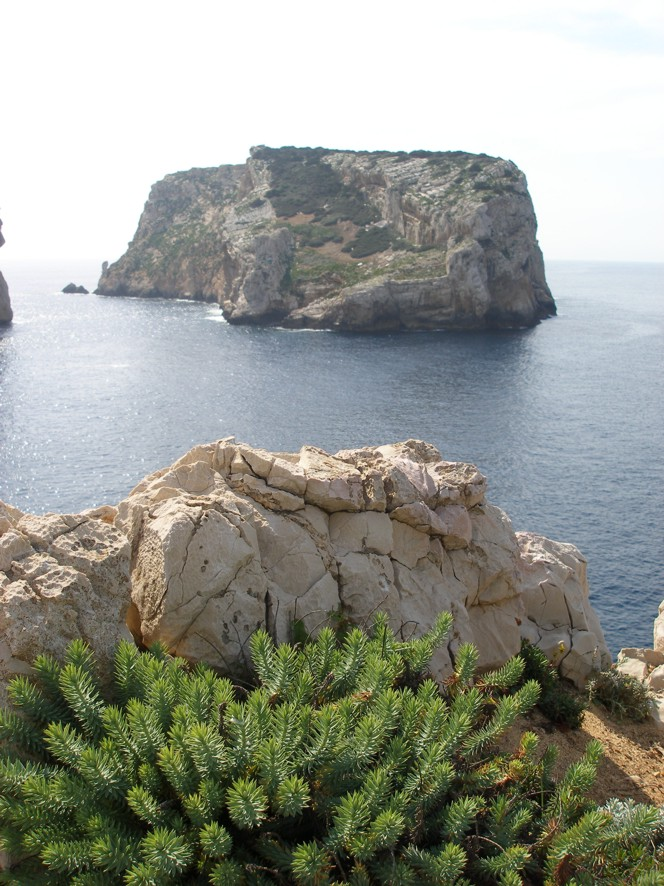
Illa Plana vista des de l'àrea protegida del Port del Comte

L'Illa Plana (en italià: Isola Piana) és un illot amb penya-segats de pedra calcària amb vistes al mar situat a la zona del Cap de la Caça, al nord de l'Alguer (Sardenya). En el període de març a juny és la llar d'una gran colònia de gavines, que hi nien i ponen els ous, en un ambient poc accessible a l'home.
Forma part de l'Àrea natural marina protegida Cap de la Caça-Illa Plana.

## Galeria fotogràfica

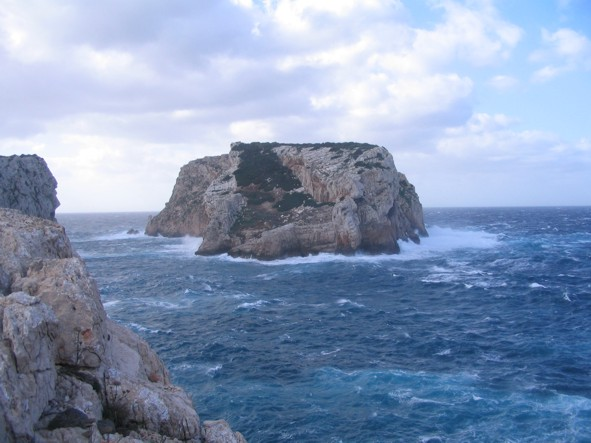
Vista de l'illot
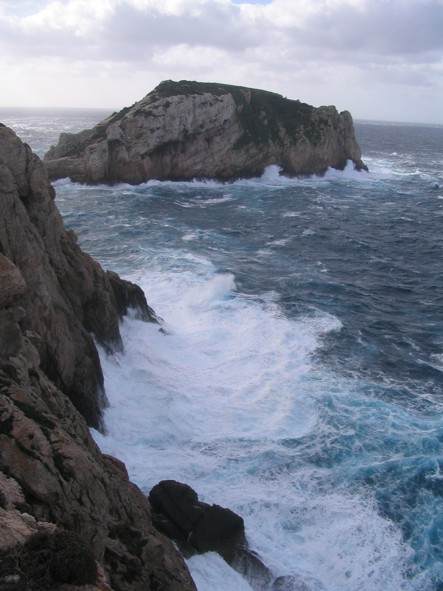
Onada i vista de l'illot